# Julia Scurr

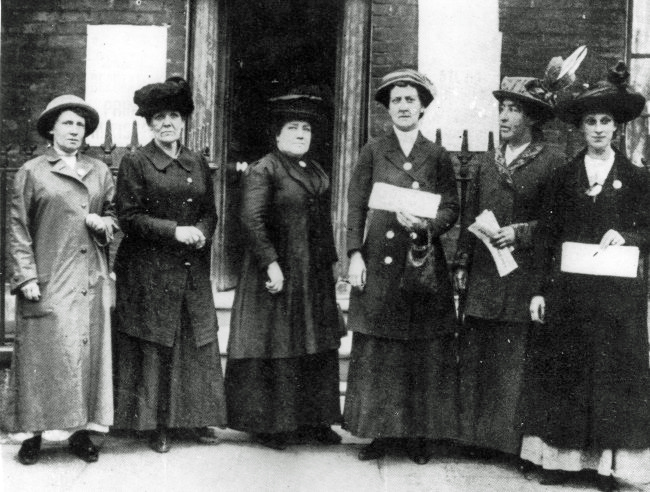
East London Federation of Suffragettes (Scurr zweite von rechts), 1914

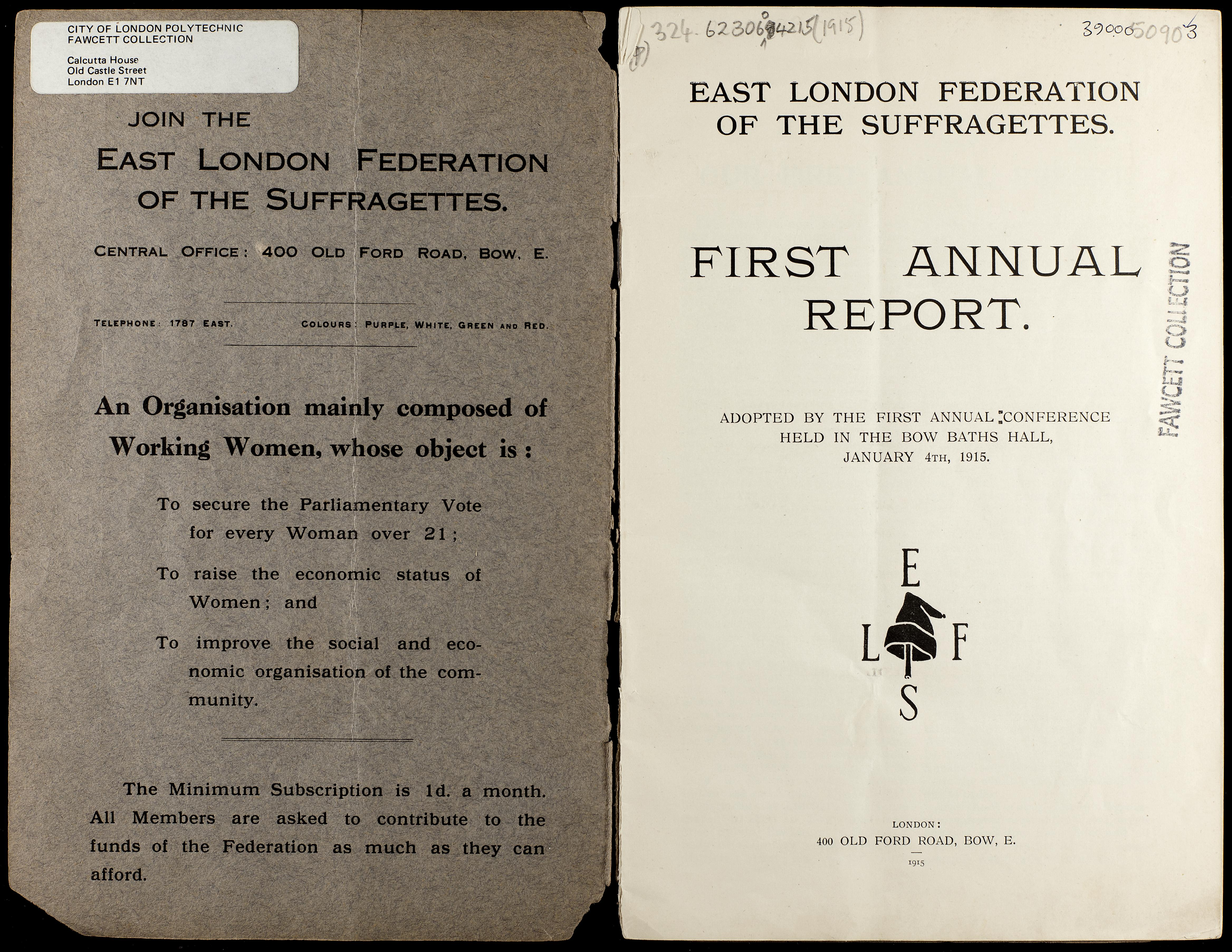
East London Federation of Suffragettes, 1. Jahresbericht, 1915

Julia Scurr, geborene Sullivan (* 17. Februar 1871 in Limehouse, London; † 10. April 1927 in Poplar, London) war eine aus einer irischen Familie stammende, britische Suffragette und Politikerin.

## Leben
Julia Sullivan wurde als Tochter irischer Eltern, John Sullivan, ein Lagerarbeiter aus Cork, und Martha Elizabeth Rapp aus Bethnal Green, geboren. Sie wuchs im Londoner East End auf und heiratete im Jahr 1900 John Scurr, einen Buchhalter, Gewerkschafter und Mitarbeiter von George Lansbury und nach mehreren vergeblichen Anläufen ab 1923 MP für Stepney Mile. Das Paar bekam drei Kinder, die im Laufe von vier Jahren geboren wurden.
Sie wurde zu einer prominenten Aktivistin für arbeitende Frauen im East End und war die Hauptorganisatorin einer großen Demonstration gegen Arbeitslosigkeit im Jahr 1905, in deren Folge sie den damaligen Premierminister Arthur Balfour traf. Im Jahr 1907 wurde sie als Vertreterin der Labour Party in den Poplar Board of Guardians (Gremien der Armengesetzgebung) gewählt.
Als Anhängerin von Sylvia Pankhurst trat Scurr ihrer East London Federation of Suffragettes, einer sozialistischen Abspaltung von der WSPU aus der am Ende die Partei Workers’ Socialist Federation entstand, bei. Sie gehörte zu einer Delegation von sechs Frauen aus dem East End, darunter Daisy Parsons und Jessie Payne, die am 20. Juni 1914 nach Pankhursts Hungerstreik mit Premierminister H. H. Asquith zusammentrafen.
Scurrs Appell an den Premierminister galt der Forderung nach einem Wahlrecht für die in Armut lebenden und jung sterbenden arbeitenden Frauen (und Männer) im Osten Londons sowie für die Witwen ohne Unterstützung. Sie fragte auch nach Kinderbetreuung, Schulbildung und Wohnraum. Scurr setzte ihre Forderungen in Bezug zu Pankhurst breiterem Anliegen: „We are here today to demand a vote for every woman over the age of twenty-one.“ Die Antwort des Premierministers enthielt einige positive Äußerungen über „fehlende Neigung zur Rachsucht“, forderte aber im Gegenzug, dass die Delegation die Militanz der Suffragetten verurteilen solle. Scurr sagte, in ihrer Organisation seien keine Brandstifterinnen, sie wolle aber weder andere kritisieren noch die diversen Methoden ignorieren, die Männer in der Vergangenheit angewandt hätten.
Zusammen mit Evelyn Jane Sharp und Henry Nevinson, Emmeline und Frederick Pethick-Lawrence, Agnes Harben und Henry Devenish Harben, George Lansbury, Louisa Garrett Anderson, Evelina Haverfield und Lena Ashwell gehörte Sharp zu den Gründungsmitgliedern der United Suffragists, die sich am 14. Februar 1914 für Männer und Frauen öffneten und Mitglieder der NUWSS und der WSPU anzogen, die möglicherweise von den Taktiken dieser Gruppen enttäuscht waren. Die United Suffragists übernahm auch die Herausgabe der Wochenzeitung Votes for Women. Als Frauen im Rahmen des Representation of the People Act 1918 das Wahlrecht teilweise erhielten, lösten sich die United Suffragists auf.
Scurr lehnte die britische Beteiligung am Ersten Weltkrieg ab, war aber während des Krieges Mitglied eines Lebensmittelkontrollausschusses. Im Jahr 1919 wurde sie für Labour in den Poplar Borough Council gewählt und spielte eine führende Rolle bei der sogenannten Poplar Rates Rebellion von 1921, einem von Lansbury mit Unterstützung des Poplar Borough Council vor dem Hintergrund der in Poplar extremen Armut initiierten Steuerprotest.
1923 und 1924 war Scurr Mayor of Poplar. Sie wurde 1925 und 1926 als Vertreterin von Mile End in den London County Council gewählt. Sie trat 1926 zurück und verstarb im April 1927.
Ihr Name und ihr Bild befinden sich auf dem Sockel der 2018 enthüllten Millicent-Fawcett-Statue am Parliament Square in London.